# 日咩坂鐘乳穴
日咩坂鐘乳穴（ひめさかかなちあな、日咩坂鍾乳穴、秘坂鐘乳穴）は、岡山県新見市豊永赤馬にある鍾乳洞である。1957年（昭和32年）11月5日には満奇洞、宇山洞などと共に、一帯の石灰岩台地が「阿哲台」として岡山県指定天然記念物に指定された。日咩坂鐘乳穴神社の御神体でもある。

## 概要

### 霊地として
古くより日咩坂鐘乳穴は「大洞穴（おおほらあな）」と呼ばれ、神のいる霊地として信仰されていた。伝承によれば802年（大同2年）に弘法大師（空海）が三尾寺の鎮守として伊弉諾・伊弉冉の神を勧請し、本鍾乳洞のある本宮山頂に「比賣坂鍾乳穴神社」として祀ったのが日咩坂鐘乳穴神社の創建とされる。当神社は日咩坂鐘乳穴そのものを御神体としている。
『日本三代実録』によると859年（貞観元年）には、都から派遣された典薬頭出雲朝臣峰嗣が、上流社会で神聖な高貴薬としてもてはやされたと考えられる「石鍾乳」なる薬石をここで採取している。
また、地元では古くより、真庭市にある諏訪洞と内部で連結していると信じられているが、明らかではないとされる。

### 鍾乳洞として
総延長2128.5 m（メートル）以上、高低差184 m（竪穴部及び地底湖を除けば98.7 m）の裂罅型、また直線形の竪横複合洞である。水流に基づく区分としては吸込み穴（流入型）で、空間規模や二次生成物、地底湖や竪穴など日本有数の大洞窟である。洞内の気温及び最奥部の地底湖の水温は、年間を通じて12℃から14℃程度。
かつては後述の「神の池」が最奥部であると考えられていたが、1971年（昭和46年）頃に柴田晃（元日本洞窟協会副会長）の調査隊が、水の退いた渇水期に神の池を通り抜け、その先に更に700 m続く、未知の洞穴の存在を発見した。以来、手つかずの美しい景観を求めて、各地の洞穴探検愛好家が奥を目指すようになった。
一方で神の池より先は、10 mの崖や、腹這いになったり水に浸からなければ通れない箇所が続き危険が高まる。2008年（平成20年）には最奥部の地底湖で、後述の事故も発生した。2021年（令和3年）6月現在、新見市内の洞穴の中では唯一、重大事故が多発しているとして入洞禁止となっている。

## 内部構造
本洞窟の洞口は三つあり、第一洞口は高さ20 mほどで、日咩坂鐘乳穴神社南西方向のドリーネに向って開口している。残りの二つ（星穴、大穴）は竪穴で、うち第二洞口の星穴は2008年（平成20年）1月の時点で投棄物に埋もれ、通行不可となっている。
第一洞口から500 mほど進むと第三洞口の大穴を洞内から確認できる地点があり、さらに200 mほど進んだ先に「神の池」と呼ばれる池がある。冬の渇水期以外は水没のためこれより先に進むことはできず、かつてはここが最奥部であると考えられていた。
「神の池」より先は洞の方向が南方向に変る。途中3ヶ所にワイヤーラダーかロープを使用しての昇降が必要となる落差（ラダーポイント）があり、それぞれ10 m、15 m、6 mとなっている。
最後の第三ラダーポイントを降下すると右方向から水流のある支洞と合流し、ここから先は膝から胸ほどまでの水位の水流に沿って進むことになる。第三ラダーポイントから約100 mの地点に東南方向へ伸びる支洞があり、奥は「大石柱ホール」と呼ばれる、約8 mの石柱のあるホールとなっている。
主洞の最奥部に地底湖があり、落差は約5 mあるが、落盤が階段状に堆積しているため昇降に支障はない。地底湖は幅30 m、奥行25 m、水深35 m程度。水の透明度は非常に低く、視界は1 m以下である。水面には僅かに流動が見られるが、どこへ水が吐き出されているのか、明確にはわかっていない。

## 過去に発生した事故
2008年（平成20年）1月5日、地底湖を泳いでいた当時21歳の大学生が行方不明になる事故が発生した。6日間に渡り延べ約200人で捜索が行われたものの、前述の通り複雑で先へ進むのが困難な内部構造や、洞内が狭く酸素ボンベを持ち込めないほか、地底湖の水の流れがわからず潜水が危険であること、また水が白濁し視界が利かないことから捜索は難航し、発見されないまま打ち切られた。
また前年の2007年（平成19年）3月には、竪穴を撮影していた兵庫県の男性が転落死する事故も発生している。尚、竪穴は市教委と住民らにより設置された転落防止柵で囲まれていた。

## ギャラリー
- 第一洞口
- ドリーネ底部
- ドリーネ底部
- ドリーネ底部
- ドリーネ底部に生育するセントウソウおよびシノブゴケの仲間
- ドリーネ底部に生育するイトゴケの仲間（背景に洞口）
- ドリーネ底部に群生するヤブソテツ類、カキドオシ、ホウロクイチゴなど